# مارکو پولو (مینی‌سریال)
مارکو پولو (انگلیسی: Marco Polo) یک مینی‌سریال تلویزیونی آمریکایی-ایتالیایی است که در اصل توسط ان‌بی‌سی در ایالات متحده آمریکا و توسط فرانسه ۲ در فرانسه و توسط رای (شبکه رادیو تلویزیونی) در ایتالیا در سال ۱۹۸۲ پخش شده است.